# Delito ecológico

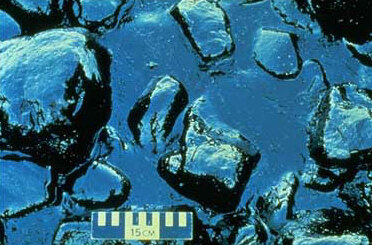
Las mareas negras forman parte de las catástrofes ambientales que han motivado la noción de crimen contra el ambiente.

Un delito ecológico o delito ambiental se puede definir como un crimen contra el ambiente que es sancionado con penas de prisión gracias a la existencia de  legislación ambiental. La expresión es una noción jurídica reciente por lo que no cuenta con una definición unánime, lo que no impide que sea reconocida por la mayoría de los países. Así, la Interpol, como organización policial internacional, empezó a luchar contra el crimen ambiental en 1992.
Un estudio de 2016 realizado entre la Interpol y el Programa de las Naciones Uniudas para el Medio Ambiente concluyó que en el ámbito de los delitos ecológicos, el comercio de madera ilegal es el que genera mayor movimiento económico, y se estima que representa entre 51 y 152 mil millones de dólares anuales a nivel global. 

## Definición

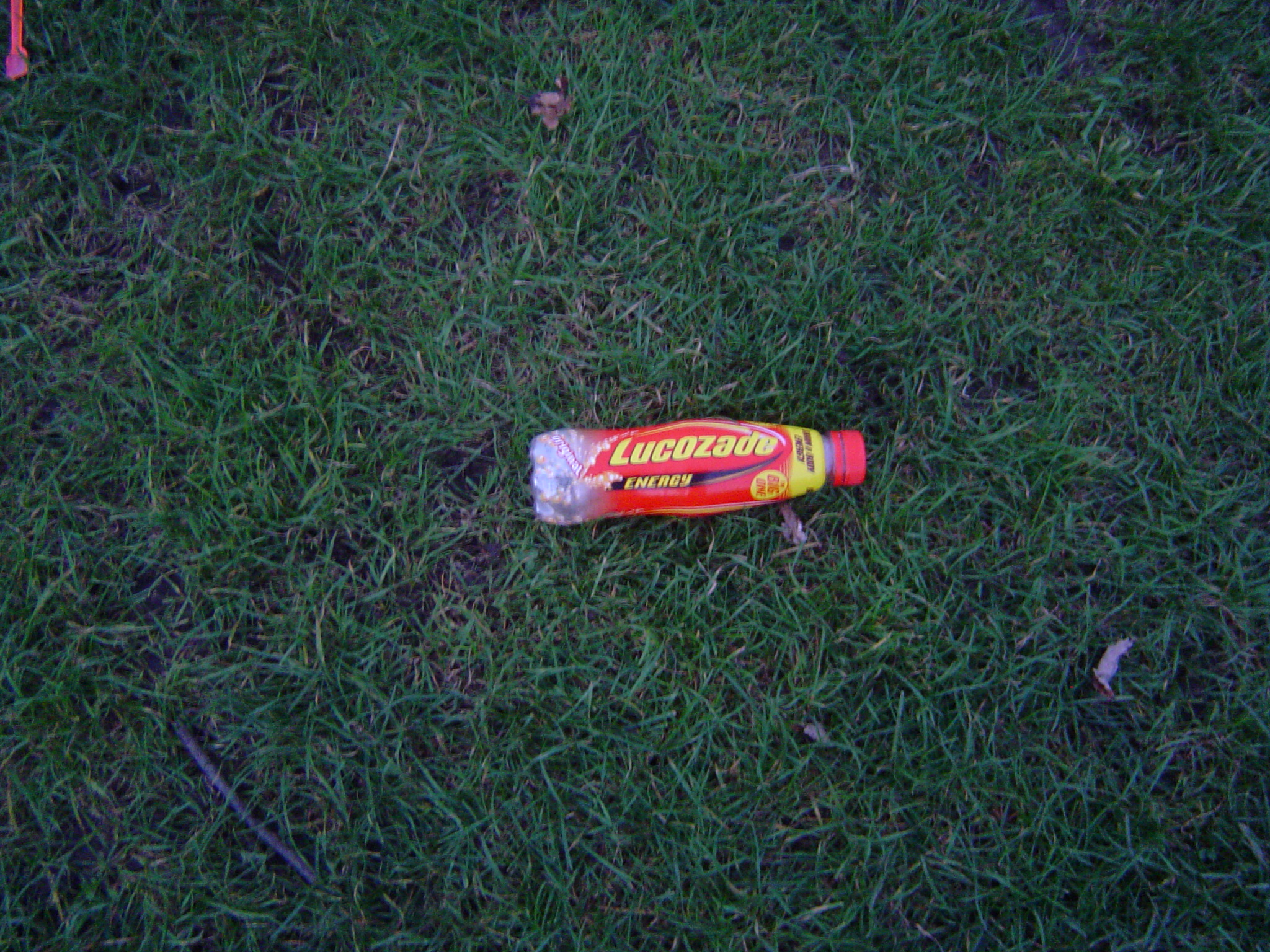
Tirar basura es un ejemplo de contaminación ambiental.

Una definición filosófica de la noción de crimen medioambiental explica que este se fundamenta en el deber de todos y cada uno de participar en la protección del medio ambiente, entendido como el bien común que debe ser preservado. Esta perspectiva se desarrolló en especial en el derecho anglosajón y el derecho europeo del medio ambiente desde los años 1970. En cambio, para la perspectiva pragmática, un delito contra el  ambiente es una infracción contra la legislación ambiental, cuya sanción judicial está clasificada en la categoría de crimen. En este lógica, se debería hablar de contravención ambiental o de infracción ambiental. Según un informe gubernamental estadounidense de 2000, un delito ecológico es una actividad criminal incluida en alguna de las siguientes categorías: comercio ilegal de especies en peligro de extinción, pesca ilegal, tala indiscrimada de bosques, comercio ilegal de minerales preciosos, comercio de materiales nocivos a la capa de ozono y, finalmente, contaminación por desechos tóxicos.
La noción de delito ecológico concierne generalmente los siguientes campos:
- emisión (crónicas o puntuales e importantes) contaminante que afecte el agua, el aire, el suelo o la salud humana o de los ecosistemas;
- puesta en peligro de especies en peligro de extinción para su tráfico o por medio de la destrucción de su hábitat;
- puesta en peligro de los demás o del medio ambiente por una mala gestión de desechos peligrosos, tóxicos, radioactivos, etc.;
- explotación o sobreexplotación ilegal de un recurso (deforestación, sobrepesca, etc.);
- no observancia de una legislación ambiental que lleve a graves consecuencias para el medio ambiente o la salud.

## Historia del término
En el derecho consuetudinario, se encuentran rastros de una protección jurídica del medio ambiente, la cual concernía particularmente a los bosques y los recursos hídricos en Europa o en Asia desde el Imperio romano y hasta el siglo XVIII, aunque todavía no se utilizaba el concepto de medio ambiente. Recién el tema ambiental empezó a cobrar importancia muy significativa gracias al surgimiento del derecho de la salud con los higienistas del siglo XIX. 
Animados por una opinión pública consternada por grandes escándalos alimenticios y sanitarios, por catástrofes (en Minamata, Bhopal, Chernóbil) y contaminaciones mayores (en particular, las mareas negras) varios Estados o grupos de Estados aprobaron a partir de fines de los años 1990 una legislación más apremiante sobre el tema. Es entonces que surgen investigadores e inspectores especializados mejor formados y equipados para constatar, medir y estimar las infracciones medioambientales que debían ser más severamente sancionadas (con sanciones penales, multas, embargos o encarcelamiento). Incluso en países como China, se llegó a aprobar la aplicación de la pena de muerte para ciertos dirigentes o mandos de empresas o de la administración estatal que fueran responsables o cómplices de crímenes ambientales juzgados como muy graves.
Así, por ejemplo, de 1983 a 1990, el Departamento de Justicia de Estados Unidos impuso $57.358.404 por sanciones penales y penas de cárcel para el 55% de los presos acusados de infracciones contra el medio ambiente. Asimismo, las mareas negras han disminuido enormemente desde el endurecimiento del derecho ambiental en Estados Unidos y Europa. Un informe del gobierno estadounidense sindica el crimen ambiental como "una de las actividades más rentables y que se expande con más velocidad en las nuevas áreas de actividad criminal internacional".
La evolución del derecho ambiental se realiza paralelamente con la de la ética ambiental y de la responsabilidad ambiental que cuestionan el derecho sobre la noción de recurso natural, bien común, bien ambiental, servicio ambiental o ecológico producido por la biodiversidad y, en general, la responsabilidad de todos y cada uno con respecto a las generaciones futuras. También se empezó a tener en cuenta la ausencia evidente de respeto del principio de precaución (por ejemplo, en el caso de una marea negra).
Las obligaciones financieras, medidas de reparación o compensación y multas emitidas por la aplicación de la legislación ambiental han sido utilizadas en ciertos países como ecotasas. En este sentido, se debate sobre la retroactividad o el umbral espacio-temporal de prescripción de estos delitos, en especial para los casos cuyas consecuencias son de largo plazo o cuyos efectos no se manifestaran hasta un futuro, como es el caso de los disruptores endocrinos, la inmersión de residuos peligrosos y radioactivos en contenedores que se degradarán ineluctablemente, municiones sumergidas antes de la prohibición internacional de inmersión de desechos tóxicos, vertederos cuya impermeabilidad se degradará, secuelas de guerra o industriales, etc.

## Tradición anglosajona
En el derecho anglosajón se habla de una criminología verde (Green Criminology) que se especializa en el estudio de los crímenes, infracciones y comportamientos perjudiciales al medio ambiente. Este campo incluye el rol que las sociedades (incluyendo empresas, gobiernos y diversas comunidades) desempeñan en materia de perjuicio ambiental.
En la mayor parte de países anglosajones, la criminología práctica y teórica comienza por reconocer el carácter limitado de los recursos de la Tierra y la importancia de los ataques contra la biodiversidad. Por tanto, se interesa por:
- La importancia de la manera en que los órganos encargado de aplicar el derecho (en particular, el poder judicial) pueden medir cuantitativa y cualitativamente el daño ambiental gracias a diferentes indicadores concernientes a las normas o valores reconocidos a nivel nacional e internacional.
- La realidad o eficacia de las sanciones aplicadas a los eco-delincuentes.[7]
- Las estrategias de evasión de los criminales ambientales (en particular, con la deslocalización de los impactos hacia países vulnerables donde la legislación ambiental es débil o notoriamente irrespetada), campo que forma parte de las desigualdades ambientales.

## Legislación contra los delitos ecológicos

### Legislación europea
La primera decisión marco concerniente a la criminalidad ambiental fue adoptada en 2003 por el Consejo Europeo sobre la base de las disposiciones relativas a la cooperación en materia penal que figuran en el Tratado de la Unión Europea. La Comisión Europea presentó en el año 2007 una nueva propuesta de directiva que obligaba a los Estados miembros a tratar los ataques graves contra el medio ambiente como infracciones penales y a velar que estos sean efectivamente sancionados, de manera que los delincuentes ambientales no se aprovechen de las disparidades entre los derechos penales de los Estados miembros. Franco Frathni, miembro de la Comisión encargada de la justicia, libertad y seguridad, insistió en que no se puede permitir que la criminalidad ambiental encuentre refugio al interior de la Unión Europea.
En este sentido, Europa demandó a sus Estados miembros aplicar penas de cinco años de cárcel o más y multas de, por lo menos, 750.000 euros en los casos de infracciones que hayan causado la muerte o lesiones graves de personas, una degradación sustanciales de las condiciones del aire, el suelo, el agua, la flora o la fauna, o que hayan sido cometidos en el marco de una organización criminal, con sanciones suplementarias  alternativas, tales como la obligación de limpiar o restaurar el ambiente, de cesar actividades de ciertas empresas, etc.
Finalmente, la Unión Europea ha centrado sus esfuerzos en primer lugar en la instauración de normas reglamentarias mínimas comunes a todas las legislaciones de los Estados miembros y su cooperación judicial.

## Convenios Internacionales
Los convenios internacionales más destacados son la Convención sobre el Comercio Internacional de Especies Amenazadas de Fauna y Flora Silvestres (CITES), el Convenio de Basilea sobre el Control de los Movimientos Transfronterizos de Desechos Peligrosos y su Eliminación, y el Protocolo de Nagoya sobre Acceso a los Recursos Genéticos y Participación Justa en los Beneficios, adoptado bajo el marco del Convenio sobre la Diversidad Biológica. Estos establecen marcos legales para abordar diversos aspectos de la protección ambiental y la biodiversidad.

#### CITES
Fue redactada en 1973 y entró en vigor en 1975. Su objetivo principal es regular el comercio internacional de especies amenazadas para prevenir su explotación insostenible y garantizar la conservación de la biodiversidad global. Clasifica a las especies bajo diferentes apéndices:
- Apéndice I: prohíbe el comercio de especies en peligro de extinción, salvo en circunstancias excepcionales.
- Apéndice II: regula el comercio de especies, que aunque no están en peligro de extinción, podrían estarlo si su explotación no se controla.
- Apéndice III: incluye especies protegidas en al menos un país que ha solicitado la cooperación de otros para controlar su comercio.

#### Convenio de Basilea
Fue aprobado en 1989 y entró en vigor desde 1992. Este convenio establece normas restrictivas para regular el transporte y la eliminación de desechos peligrosos entre países, con el objetivo principal de minimizar la generación de estos desechos y proteger a las comunidades más vulnerables, particularmente en países en desarrollo.
Disposiciones principales:
1. Reducir al mínimo la generación de desechos peligrosos.
2. Prohibir la exportación de estos desechos a países que no tengan la capacidad de manejarlos de manera segura.
3. Establecer procedimientos de notificación y consentimiento informado entre países involucrados en el transporte transfronterizo.

#### Protocolo de Nagoya
Este acuerdo fue adoptado en 2010 y entró en vigor en 2014. Complementa el Convenio sobre la Diversidad Biológica y regula el acceso a los recursos genéticos, asegurando la distribución equitativa de los beneficios derivados de su uso. 
Objetivos principales: 
- Fomentar la conservación y el uso sostenible de la biodiversidad.
- Reconocer los derechos de las comunidades locales y los países de origen de los recursos genéticos.
- Establecer un marco legal para garantizar el consentimiento informado y condiciones mutuamente acordadas entre las partes interesadas.